# バンデット
バンデット（Bandit）は、東京都稲城市及び神奈川県川崎市にまたがるよみうりランドの看板コースター。株式会社トーゴによって建設され、1988年3月25日に開業した。正式名称は「ワイルドログコースター バンデット」。

## 概要
建設当時は世界記録の最高速度(110km/h)と高低差(78m)を誇るなど、有数のスペックをもつ大型ローラーコースター。
森の中を疾走し凹凸のある地形に設置されていることが特徴的で、山の起伏を利用してコースが設置されているため、最高部51m、高低差78mという特異なスペックを持つ。バンデット（Bandit）は英語で「山賊」の意味で、コースは山賊が暴れまわるイメージを持たせた形としている。
出発時にはスタッフの「ゴー、ゴー、バンデーット！」の掛け声と共に両腕を動かす振り付けがある。
期間限定イベントとして、夏期は乗車中に水がかかる「スプラッシュバンデット」、冬期はレールや車体にLED装飾を施して夜間も営業する「スターライトバンデット」、春には桜の中を走行する「史上最速のお花見バンデット」やライトアップされた夜桜の中を走行する「夜桜バンデット」などが行われている。過去には後ろ向きで走行する「逆走バンデット」（コースを逆走するわけではない）や、途中で火柱が上がる「ファイヤーバンデット」、開業30周年を迎えた2018年には最高到達点で10秒間停止する「Stop & Goバンデット」が行われていた事がある。期間限定イベント時は、上記のうち夜間・お花見・ファイヤーを除いて基本的に通常の車両とイベント車両が交互に運転される為、通常とイベントで並ぶ列が異なる。
このコースターは富士急ハイランドの「キング・オブ・コースターFUJIYAMA」、横浜・八景島シーパラダイスの「サーフコースター リヴァイアサン」と並んでトーゴ三大傑作と評される。

## 車両
4人乗りの車両を7両繋いだ列車で運転され、「ワイルドログコースター」の名前の通り丸太をモチーフにしたデザインが施されている。コース内にループなどの回転系エレメントは存在しないが、開業時より座席には肩ハーネスが取り付けられているため、背もたれが高くなっている。開業当初と現在の車両では一部デザインや構造が異なる部分がある（後述）。
旧車両は丸太の部分が茶色、背もたれがクリーム色、座席のクッションがベージュのデザインで、肩ハーネスが腹部まで下りる構造となっており、先頭車両の「BANDIT」のロゴが「N」だけ赤で他の文字は緑のものと、全ての文字が緑のものの2編成あった。逆走バンデット用の車両は丸太の部分が白、背もたれが黄緑、座席が赤となっていた。また、肩ハーネスに加え腹部を押さえるシートベルトが付いていた。後にシートベルトを外して通常の前向きとして使用された後に廃止された。
新車両は株式会社トーゴサービス製で、平成25年7月と平成27年10月に1編成ずつ導入された。デザインは旧車両を踏襲しているが、肩ハーネスは太ももの付け根まで下りる構造となり、座席のクッションが減った。先頭車両のロゴは2編成共に「N」の部分のみ赤となっている。冬季イベントのジュエルミネーション期間中に実施される「スターライトバンデット」では、先頭車両のロゴ部分と各車両の側面にLEDが搭載される。
以前は荷物は全て座席の足元に置き、肩掛けのストラップがあれば片足を通して、ストラップが短い或いは無い場合は両足で挟んで乗車中に落下させないようにしていた。小さな荷物を入れるネットが手すりに付いていた事もあった。現在は荷物を持ち込む事は出来ず、乗り場に設置されたロッカーに全て入れるようになっている。

## コースレイアウト
- 巻き上げ～ファーストドロップ

乗り場を出るとすぐに右カーブしてから巻き上げを登ってゆく。ここが一番の眺望ポイントで、進行方向右手に新宿などの都心部が一望できる。巻き上げの天辺が平らになっているのがトーゴのコースターの特徴（こうすると車両の前方部も後方部も均一のエアタイムを感じられる）。 そこから最大傾斜角45°で落ちてゆく。
スプラッシュバンデットにおけるびしょ濡れポイントのひとつで、ウォーターキャノンから勢いよく水が噴出され全身ずぶ濡れになる。
- ブーメランターン

ファーストドロップ後、次の坂を勢いよく上ってゆく。頂上近くで車体を左に傾けUターンしながら再び落ちていく。このレールの下をよみうりランドと京王よみうりランド駅を結ぶゴンドラ「スカイシャトル」が通っている。
- 水平ループ

ブーメランターンが終わると車体を大きく右に傾けながら水平ループを時計回りに一周半、下から上に登っていく。強烈なGがかかる。水平ループに入る前はスプラッシュバンデットにおけるびしょ濡れポイントのひとつで、ミストが噴出され程よく濡れる。
- 谷底への大ドロップ～キャメルバック

山の凸凹を利用してつくられた森の中を疾走した後、コース最大のドロップで最高速度110㎞/hに達し、その勢いでアップダウンを繰り返しながら速度を緩めてゴール。
レールは黄色、支柱は茶色に塗装されており、巻き上げの頂上には「絶叫の原点！絶叫の頂点！60m」と書かれたプレートや避雷針が設置されている。巻き上げはチェーン式。先述の通りコース配置の特性上、最も速度が出るのは後半の山の起伏を利用した大ドロップである。

## その他
- 開業当初の身長制限は110cm以上で逆走バンデットが120cm以上となっており、年齢制限は無かった。Stop & Goバンデットは身長120cm以上且つ中学生以上だった。